# Minensuchgruppe Mausi
Die Minensuchgruppe Mausi war ein deutscher Luftwaffenverband zur Zeit des Zweiten Weltkriegs, welcher hauptsächlich mit umgebauten Ju 52 ausgerüstet war und die Aufgabe hatte, mit Magnetzündern versehene britische und russische Seeminen gezielt zur Explosion zu bringen, um dadurch die Schifffahrtswege freizuhalten. Minen mit Kontaktzünder konnten mit diesem Verfahren jedoch nicht geräumt werden.

## Hintergrund
Während des Ersten Weltkriegs wurden von den beteiligten Ländern massiv Seeminen eingesetzt, welche allesamt von Schiffen (einschließlich U-Booten) aus verlegt wurden, mit einem Ankertau am Meeresboden befestigt waren und auf dem Prinzip der Kontaktzündung beruhten. Um also die Zündung der Mine auszulösen, musste ein Schiff direkt auf die – wenige Meter unter der Wasseroberfläche befindliche – Mine auffahren.
Eine Sonderform stellten die britischen Seeminen dar, bei denen nicht nur der Kontakt mit der Mine selbst, sondern auch eine Berührung mit dem Ankertau zur Zündung der Mine führte. Dieser weiterentwickelte Zündmechanismus war zur Bekämpfung deutscher U-Boote gedacht, führte aber aufgrund der Gezeitenbewegung und einer zu empfindlichen Zündereinstellung zur vorzeitigen Detonation des Großteils der eingesetzten Minen. Als man nach dem Ersten Weltkrieg daranging, die Minenfelder zu räumen, stellte man fest, dass nur noch 43 % der im tieferen Wasser verlegten Minen und nur noch 28 % der im flacheren Wasser verlegten Minen vorhanden waren. Die Mehrzahl der verlegten Minen, also in beiden Fällen mehr als 50 %, war vorzeitig detoniert oder aber infolge unsachgemäßer Befestigung von der Meeresströmung mitgerissen worden.
Die Erfahrungen aus dem Ersten Weltkrieg führten sowohl in Deutschland als auch in Großbritannien zu Überlegungen bezüglich der Verbesserung von Funktionsweise und Verlegungsmethode der Seeminen. Beide Seiten kamen hierbei zum gleichen Ergebnis und begannen mit der Konzeption von Magnetminen, die durch Abwurf aus der Luft verlegt werden sollten. Bei diesen Minen handelte es sich nicht mehr um Ankertauminen, sondern um Grundminen, d. h. nach dem Abwurf sanken die Minen auf den Meeresgrund und blieben dort liegen, bis ein darüberfahrendes Schiff – aufgrund der damit verbundenen Veränderung des Erdmagnetfelds – die Zündung der Magnetmine bewirkte.
Zur Räumung solcher – auf dem Magnetprinzip beruhenden – Grundminen wurden neben Marineeinheiten von beiden Kriegsparteien auch Flugzeuge eingesetzt. Auf deutscher Seite wurde durch die Luftwaffe die Minensuchgruppe Mausi gebildet.

## Beginn des Minenkriegs
Die britischen Magnetminen wurden ab Frühjahr 1940 von Flugzeugen des Typs Handley-Page Hampden abgeworfen, wobei als Einsatzgebiet die Seewege in Nord- und Ostsee gewählt wurde. Als Abwurfmunition verwendeten die britischen Bomberverbände Minen des Typs A.Mk 1, die etwa 5 m lang waren und einen Durchmesser von 60 cm aufwiesen. Als Codewort für diese mit etwa 800 kg Sprengstoff bestückten Abwurfmunition hatten die Briten den Begriff „Vegetables“ (Gemüse) gewählt.
Im weiteren Kriegsverlauf wurden die Handley-Page Hampden durch die Flugzeugtypen Manchester und durch Lancaster abgelöst. Letztgenannter Flugzeugtyp konnte pro Einsatz fünf Minen mitführen.

## Deutsche Gegenmaßnahmen
In der Nacht vom 13. auf 14. Mai 1940 warfen britische Flieger über dem damaligen Kaiser-Wilhelm-Kanal (heutiger Nord-Ostsee-Kanal) den beschriebenen Minentyp ab. Ein Exemplar davon fiel unter ca. 45° in das Ufer eines kleinen Teiches und konnte von einem Marinesoldaten entschärft werden. Daraufhin wurde die britische Mine unbeschädigt geborgen und zur Untersuchung zum Sperrversuchskommando der Kriegsmarine nach Kiel gebracht. Die dortigen Ingenieure stellten bei der Untersuchung der Mine unter anderem fest, dass dieser Minentyp bei waagrechter oder senkrechter Lage während des Entschärfens explodiert wäre. Das Reichsluftfahrtministerium entsandte Theodor Benecke, zu dessen Aufgabengebiet der Bereich „Abwurfwaffen See“ gehörte, um an der Untersuchung der Mine mitzuwirken. Die Untersuchung ergab, dass die britische Mine mit einer Induktionszündung versehen war. Benecke, der sich bereits im Rahmen seiner Doktorarbeit mit Magnetspulen und homogenen senkrechten Magnetfeldern beschäftigt hatte, fertigte einen Bericht an, in dem er empfahl, zur Räumung der britischen Seeminen von einem Flugzeug aus ein künstliches Magnetfeld zu erzeugen.
Am 3. Mai 1940 wurde seitens des Generalluftzeugmeisters Udet verfügt, zwei Ju 52 für diesbezügliche Versuche zur Verfügung zu stellen.
Gemeinsam mit Physikprofessor Gerlach (Technische Universität München) entwickelte Benecke einen Ring mit einem Durchmesser von 15 Metern, der unter einem Flugzeug angebracht werden sollte und mit dem ein Magnetfeld erzeugt wurde.
Zur Erprobung wurden Flugzeuge der Typen Dornier Do 24, BV 138 und Ha 139 herangezogen, welche allesamt nicht überzeugten. Deshalb besuchte Benecke am 2. Juli 1940 die Junkerswerke in Dessau und gab den Auftrag, den Spulenring an eine Ju 52 anzubringen und ein Stromaggregat (Leonardsatz, wie er auch von Scheinwerferbatterien verwendet wurde) in den Rumpf einzubauen. Bereits im August 1940 waren die diesbezüglichen Arbeiten abgeschlossen.
Die Erprobung der umgebauten Ju 52 erfolgte am 7. September 1940 auf dem Flugplatz Dessau anhand einer originalen britischen Induktionsmine, aus der allerdings Übertragungsladung und Sprengstoff entfernt worden waren. Als Ergebnis der Erprobung konnte festgestellt werden, dass bis zu einer Flughöhe von 70 Metern eine Auslösung der Zündung erfolgte. Flog die Ju 52 MS höher, kam es hingegen nicht mehr zur Zündung.

## Vorgehensweise bei der Minenräumung

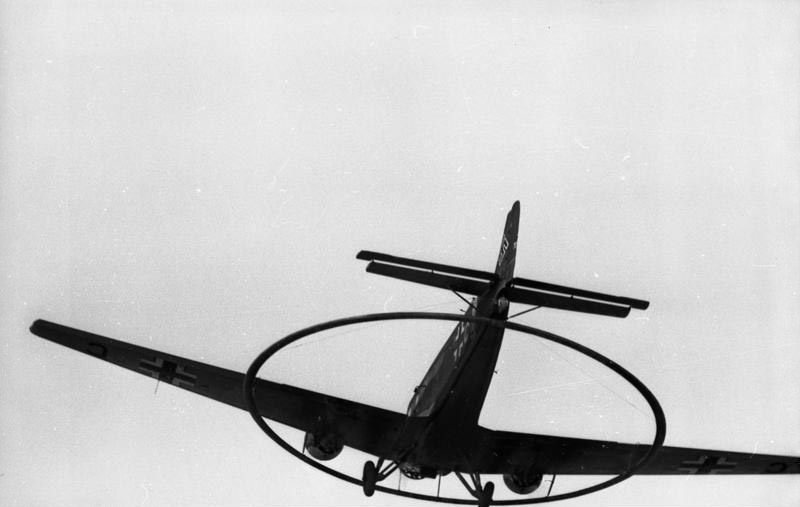
Eine Ju 52/3m MS (Magnetspule) zur Räumung von Seeminen in der Sowjetunion.

Die Einsatztaktik bestand darin, dass die Ju 52 MS mit einer Geschwindigkeit von 120 km/h in einer Höhe von 30 Metern über der Wasseroberfläche zu fliegen hatte und dabei mittels der Magnetspule ein Magnetfeld erzeugte.
Den Besatzungen der Ju 52 MS kam zugute, dass die britischen Minen mit einer Verzögerung von 6 Sekunden auslösten und somit nicht sofort beim Überflug explodierten.
Bei der Explosion einer Seemine wurde eine Wasserfontäne erzeugt, die 100 bis 110 Meter hoch war. Der MG-Schütze der Ju 52, welcher sich im halboffenen und nach hinten gerichteten Abwehrstand befand, hatte die Aufgabe, die Wasserfontäne zu fotografieren, um auf diese Weise den Räumerfolg festzuhalten.
Um den Besatzungen das Tieffliegen zu erleichtern, waren in den Flugzeugen Schlepp-Kabel eingebaut, die mit einem Metallgewicht versehen waren. Bei einer Flughöhe von weniger als zehn Metern berührte dieses Kabel die Wasseroberfläche. Die Unterschreitung dieser Flughöhe wurde dem Piloten auf seinem Instrumentenbrett angezeigt.
Die Einsätze der Minensuchgruppe galten als hochriskant. Besonders tat sich die Staffel in Wesermünde (heute Bremerhaven) mit ihrem Kommandanten Hauptmann Hans Karmann hervor, da sie eine Vielzahl der Einsätze flogen und dies über besonders stark vermintem Gebiet. Hauptmann Karmann selber stürzte mehrfach durch zu dichte Minendetonationen ab, überlebte aber alle Unfälle über der offenen See.

## Entstehung und Entwicklung der Minensuchgruppe 1 / Minensuchgruppe Mausi

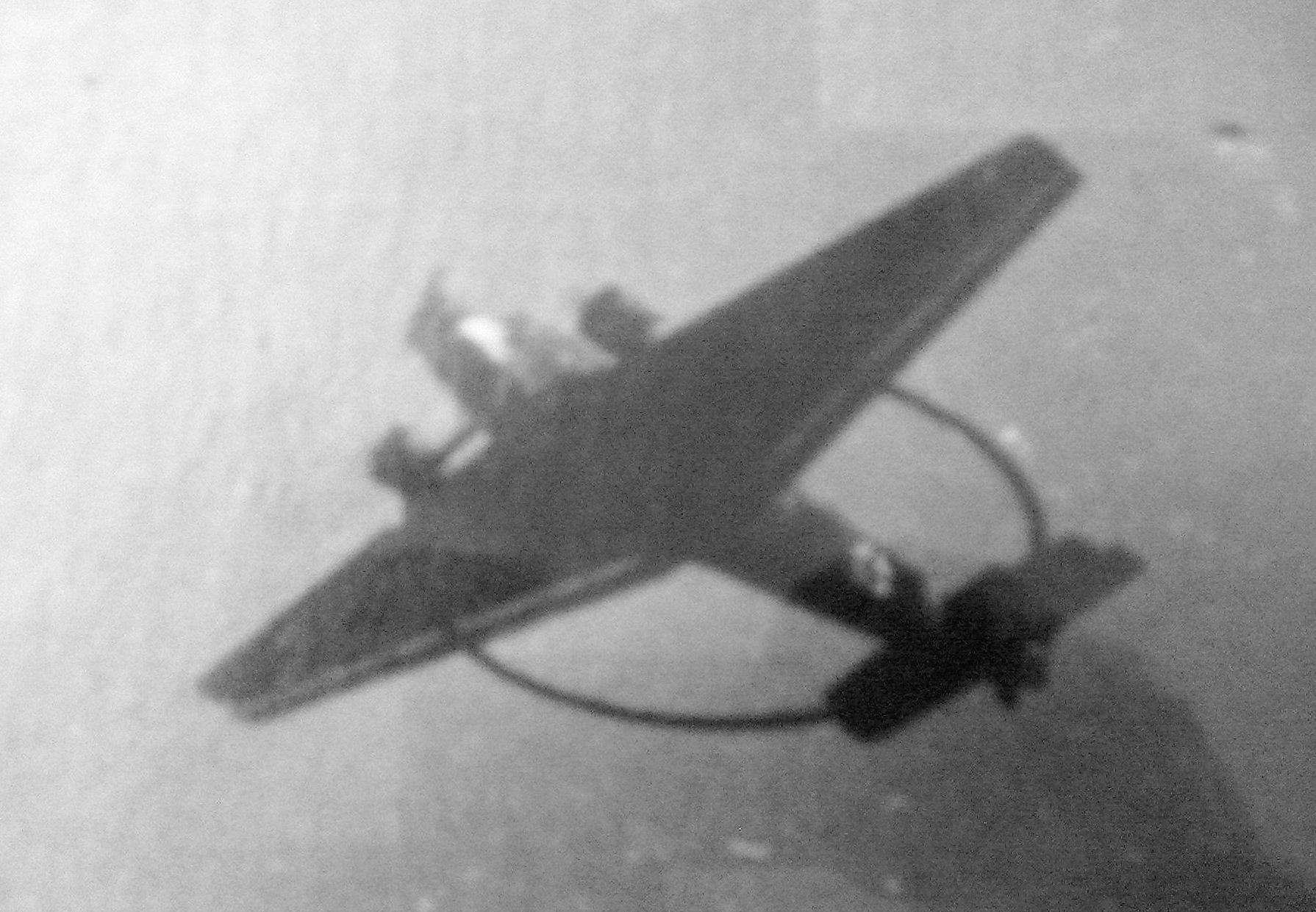
Ju 52 MS
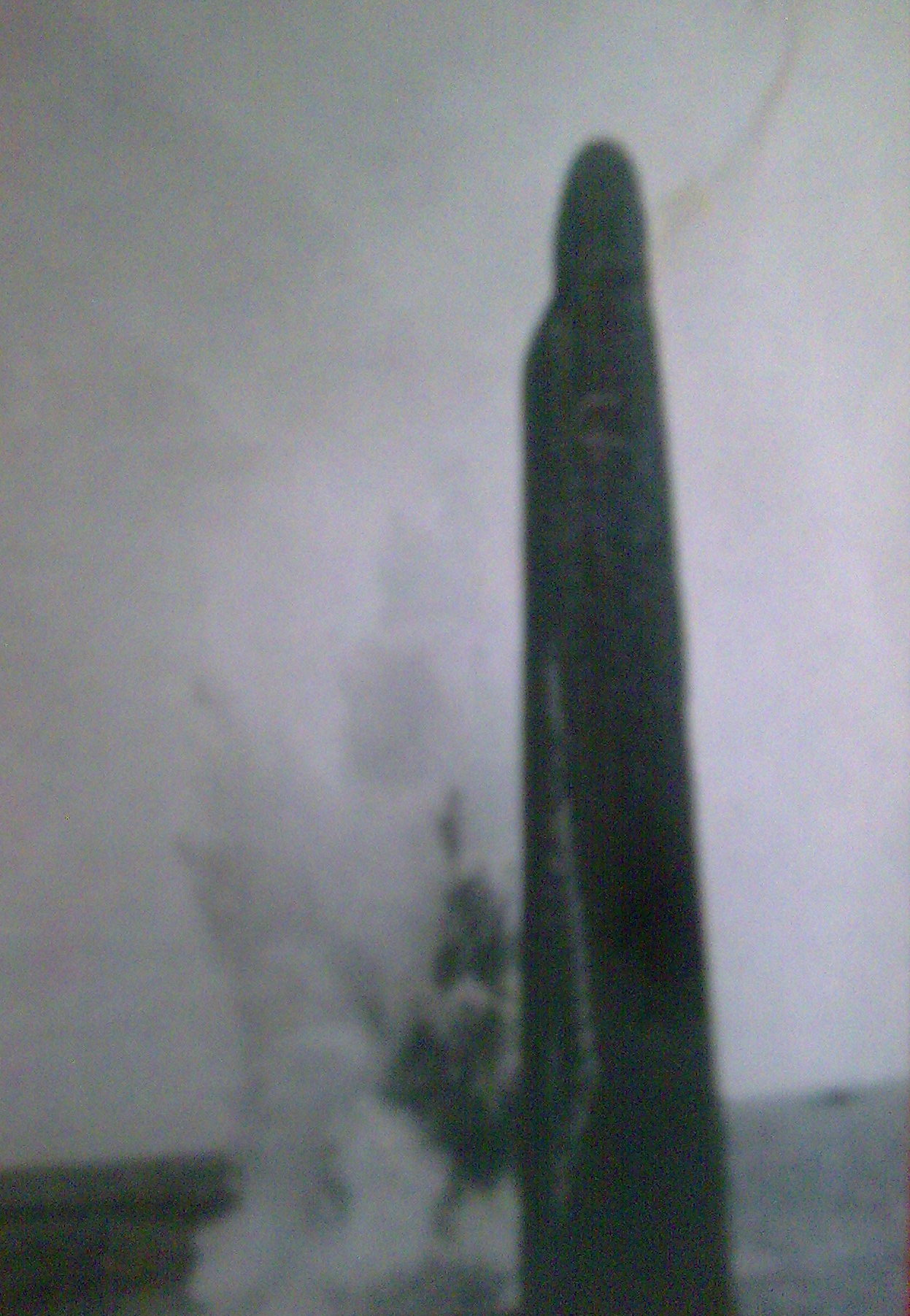
Mine ist gezündet
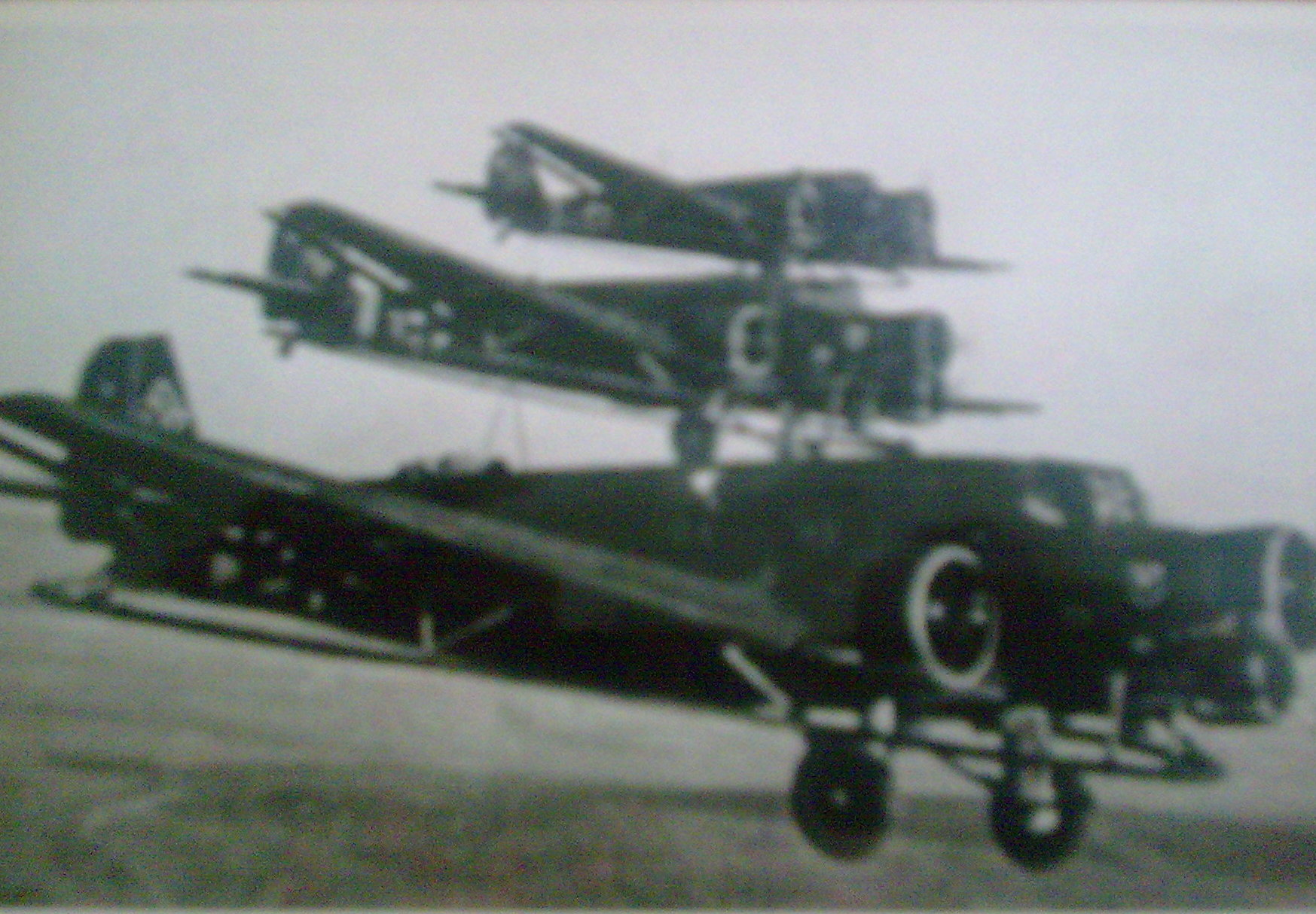
Verbandsflug
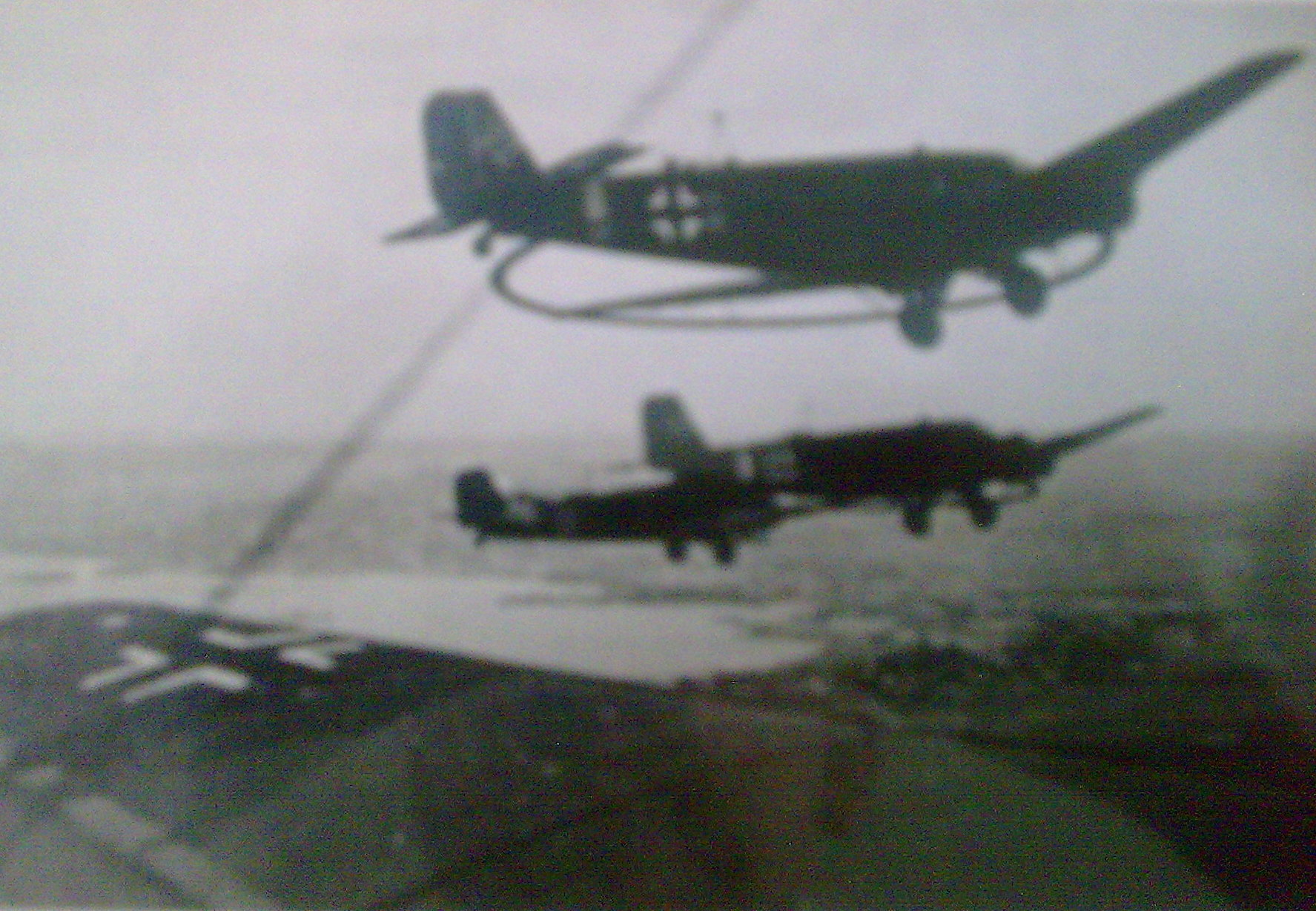
Einsatzflug

Am 19. September 1940 wurde seitens der 9. Fliegerdivision zum ersten Mal mit einer Ju 52 MS ein Einsatz über der Schelde vor Vlissingen geflogen, wobei zwei britische Minen zur Detonation gebracht wurden. Anschließend wurde in Gilze en Rijen mit der Aufstellung des Sonderkommandos Mausi unter Leitung von Leutnant Ellgaß begonnen.
Am 21. November 1940 war der Flugzeugbestand des Sonderkommandos bereits auf sechs Ju 52 MS angestiegen; das Kommando wurde von Oberleutnant Karmann übernommen.
Ende 1941 wurde das Sonderkommando Mausi zur Minensuchgruppe 1 umbenannt, Karmann wurde zum Hauptmann befördert.
Der Kriegsverlauf machte es notwendig, dass die Minensuchgruppe 1, welche zeitweise über fast 100 Ju 52 MS verfügte, stark zersplittert eingesetzt wurde. Folgende Verteilung und Einsatzgebiete galten im Jahr 1942:
- 1. Staffel: Dänemark und Hafengebiet Oslo
- 2. Staffel: Deutsche Bucht und Kanalküste
- 3. Staffel: Frankreich – die ganze Atlantikküste von Brest bis Biarritz
- 4. Staffel: Italien-Adria, Mittelmeer, Nordafrika
- 5. Staffel: Rumänien, Krim, Donaudelta
- 6. Staffel: Gesamte Ostseeküste vom Kaiser-Wilhelm-Kanal bis in die östliche Ostsee

## Umfang des britischen Minenkriegs
Seitens des britischen Bomber Command und Coastal Command wurden ab 1942 im Schnitt pro Monat 1.100 Seeminen durch Luftabwurf eingesetzt, was etwa 40 % der deutschen Marinekräfte und zusätzlich die Minensuchgruppe Mausi für Minenräumarbeiten band.

## Namensherkunft
Nachdem die Entwicklung der modifizierten Ju 52, welche dann als Ju 52 MS (MS = Magnetspule) bezeichnet wurde, unter dem Decknamen „Mausi“ lief, übertrug sich diese Bezeichnung später auch auf die Luftwaffenverbände, die dieses Flugzeugmuster verwendeten.